# Lyle, chú cá sấu biết hát
Lyle, chú cá sấu biết hát (tiếng Anh: Lyle, Lyle, Crocodile) là một bộ phim điện ảnh hoạt họa máy tính người đóng của Mỹ thuộc thể loại hài – nhạc kịch – chính kịch công chiếu năm 2022 do Will Speck và Josh Gordon đồng đạo diễn và sản xuất từ phần kịch bản của William Davies. Được dựa trên tác phẩm thiếu nhi cùng tên của nhà văn Bernard Weber, cùng sự tham gia của các diễn viên gồm Javier Bardem, Winslow Fegley, Constance Wu, Scoot McNairy, Brett Gelman và Shawn Mendes, bộ phim theo chân gia đình Primm có mối quan hệ thân thiết với chú cá sấu Lyle rất thích hát, bất chấp những lời đe dọa từ xa của gã hàng xóm Grumps.
Bộ phim do Columbia Pictures thuộc Sony Pictures Releasing phát hành tại Mỹ vào ngày 7 tháng 10 năm 2022 và tại Việt Nam vào ngày 4 tháng 11 năm 2022. Sau khi ra mắt, tác phẩm nhận về những lời khen ngợi từ giới chuyên môn và thu về 111 triệu USD từ kinh phí 50 triệu USD.

## Nội dung
Khi gia đình Primm chuyển đến thành phố New York, cậu con trai nhỏ Josh gặp khó khăn trong việc thích nghi với ngôi trường và những người bạn mới. Mọi chuyện bắt đầu thay đổi khi cậu bé phát hiện ra ra Lyle – một chàng cá sấu mê tắm rửa, trứng cá muối và âm nhạc – đang sống trên gác mái của của mình, và cả hai nhanh chóng trở thành bạn bè. Thế nhưng, khi cuộc sống của Lyle bị ông hàng xóm Grumps đe dọa, gia đình Primm buộc phải kết hợp với ông chủ cũ của Lyle là Hector P. Valenti để cho cả thế giới thấy giá trị tình thân và sự kỳ diệu của một chàng cá sấu biết hát.

## Diễn viên
- Shawn Mendes trong vai Lyle[4]
- Javier Bardem trong vai Hector P. Valenti[5]
- Constance Wu trong vai bà Primm[6]
- Winslow Fegley trong vai Josh Primm[7]
- Scoot McNairy trong vai ông Primm[8]
- Brett Gelman trong vai ông Grumps[9]
- Ego Nwodim trong vai Carol
- Lyric Hurd trong vai Trudy[10]